# Lega Basket Serie A de 2020–21
A Temporada 2020–21 da Liga Italiana de Basquetebol foi a 99ª edição da competição de elite entre clubes profissionais de basquetebol masculino na Itália. A liga que contaria com 17 se fossem mantidas as equipes da temporada passada, a qual foi cancelada por causa da Pandemia de COVID-19, será disputada por 16 equipes após a desistência do Oriora Pistoia que disputará a Série A2.
Em 9 de dezembro de 2020, a equipe do Virtus Roma em virtude de problemas financeiros, bem como atrasos e impossibilidade de cumprir com parcelas federativas, decidiu desistir da competição.

## Clubes Participantes
| Clube                         | Localização     | Arena            | Capacidade |
| ----------------------------- | --------------- | ---------------- | ---------- |
| Acqua S.Bernardo Cantù        | Cantù           | PalaDesio        | 6 700      |
| Allianz Pallacanestro Trieste | Trieste         | PalaTrieste      | 6.943      |
| A\|X Armani Exchange Milano   | Milão           | Mediolanum Forum | 12.700     |
| Banco di Sardegna Sassari     | Sássari         | PalaSerradimigni | 5.000      |
| Carpegna Prosciutto Pesaro    | Pésaro          | Arena Adriática  | 10 323     |
| De'Longhi Treviso             | Treviso         | PalaVerde        | 5 344      |
| Dolomiti Energia Trento       | Trento          | PalaTrento       | 4.360      |
| Fortitudo Lavoropiù Bologna   | Bolonha         | Arena Land Rover | 5 570      |
| Germani Brescia               | Bréscia         | PalaGeorge       | 5.500      |
| Happy Casa Brindisi           | Brindisi        | PalaPentassuglia | 3.534      |
| Openjobmetis Varese           | Varese          | PalA2A           | 5.100      |
| Umana Reyer Venezia           | Veneza          | Taliercio        | 3.506      |
| UNAHOTELS Reggio Emilia       | Régio da Emília | PalaBigi         | 4.600      |
| Vanoli Cremona                | Cremona         | PalaRadi         | 3.527      |
| Virtus Segafredo Bologna      | Bolonha         | Unipol Arena     | 9.513      |
| Virtus Roma                   | Roma            | PalaLottomatica  | 11 200     |

## Temporada Regular
| Casa\Visitante                | ACQ    | ALL    | ARM   | BAN     | CAR    | DEL    | DOL   | FOR    | GER    | HAP    | OPE    | UMA   | UNA    | VAN     | VBO    |
| ----------------------------- | ------ | ------ | ----- | ------- | ------ | ------ | ----- | ------ | ------ | ------ | ------ | ----- | ------ | ------- | ------ |
| Acqua S.Bernardo Cantù        |        | 73-67  | 71-89 | 106-101 | 81-72  | 83-76  | 75-76 | 67-80  | 89-92  | 71-93  | 97-82  | 67-75 | 71-72  | 92-85   | 82-91  |
| Allianz Pallacanestro Trieste | 82-79  |        | 65-87 | 82-103  | 101-88 | 84-79  | 92-82 | 88-82  | 78-81  | 76-79  | 108-83 | 69-87 | 78-69  | 102-77  | 60-77  |
| A\|X Armani Exchange Milano   | 70-57  | 81-100 |       | 102-86  | 97-93  | 104-64 | 82-75 | 98-72  | 85-56  | 82-88  | 81-83  | 86-72 | 102-73 | 74-66   | 94-84  |
| Banco di Sardegna Sassari     | 98-92  | 72-74  | 73-85 |         | 99-74  | 97-93  | 94-76 | 89-86  | 100-87 | 87-100 | 104-82 | 96-88 | 89-82  | 95-84   | 77-108 |
| Carpegna Prosciutto Pesaro    | 107-83 | 84-74  | 81-88 | 85-95   |        | 89-97  | 57-71 | 70-78  | 98-88  | 62-86  | 85-78  | 65-78 | 84-63  | 95-83   | 70-75  |
| De'Longhi Treviso             | 89-82  | 95-76  | 77-82 | 89-85   | 91-81  |        | 84-80 | 84-78  | 87-94  | 90-108 | 94-103 | 86-88 | 78-72  | 101-90  | 72-98  |
| Dolomiti Energia Trento       | 74-73  | 81-69  | 61-60 | 92-78   | 70-81  | 76-82  |       | 64-78  | 91-67  | 83-73  | 74-77  | 90-84 | 81-87  | 85-83   | 85-92  |
| Fortitudo Lavoropiù Bologna   | 75-68  | 69-82  | 71-82 | 79-89   | 77-79  | 87-98  | 93-70 |        | 88-78  | 70-95  | 83-88  | 76-72 | 71-68  | 85-71   | 71-91  |
| Germani Brescia               | 69-74  | 75-63  | 92-99 | 82-94   | 86-84  | 91-94  | 73-80 | 99-85  |        | 68-74  | 98-83  | 71-69 | 89-79  | 85-89   | 80-81  |
| Happy Casa Brindisi           | 85-71  | 81-74  | 80-71 | 90-97   | 81-92  | 99-83  | 74-73 | 100-74 | 74-71  |        | 108-84 | 77-89 | 79-70  | 67-78   | 91-85  |
| Openjobmetis Varese           | 80-90  | 73-79  | 70-96 | 89-74   | 81-68  | 79-80  | 88-70 | 67-79  | 94-89  | 76-74  |        | 75-77 | 76-89  | 110-105 | 73-85  |
| Umana Reyer Venezia           | 80-75  | 81-66  | 69-63 | 99-92   | 72-90  | 82-62  | 71-79 | 92-76  | 94-87  | 75-67  | 86-77  |       | 95-75  | 88-84   | 68-83  |
| UNAHOTELS Reggio Emilia       | 68-78  | 70-96  | 71-87 | 78-85   | 91-79  | 98-74  | 83-74 | 79-69  | 83-67  | 76-80  | 95-77  | 65-71 |        | 56-85   | 62-89  |
| Vanoli Cremona                | 101-67 | 80-101 | 81-83 | 75-95   | 100-78 | 85-86  | 95-87 | 82-74  | 89-94  | 96-94  | 80-67  | 66-83 | 90-71  |         | 75-88  |
| Virtus Segafredo Bologna      | 84-65  | 81-67  | 68-73 | 78-83   | 100-80 | 97-68  | 83-91 | 81-73  | 89-90  | 88-98  | 85-76  | 77-72 | 67-77  | 92-95   |        |

## Classificação
| Pos. | Clube                         | P  | J  | V  | D  | P+    | P-    | SP   | Classificação           |
| ---- | ----------------------------- | -- | -- | -- | -- | ----- | ----- | ---- | ----------------------- |
| 1    | A\|X Armani Exchange Milano   | 44 | 28 | 22 | 6  | 2.385 | 2.099 | 286  | Playoffs                |
| 2    | Happy Casa Brindisi           | 40 | 28 | 20 | 8  | 2.395 | 2.212 | 183  | Playoffs                |
| 3    | Virtus Segafredo Bologna      | 38 | 28 | 19 | 9  | 2.397 | 2.168 | 229  | Playoffs                |
| 4    | Umana Reyer Venezia           | 38 | 28 | 19 | 9  | 2.257 | 2.142 | 115  | Playoffs                |
| 5    | Banco di Sardegna Sassari     | 36 | 28 | 18 | 10 | 2.527 | 2.437 | 90   | Playoffs                |
| 6    | De'Longhi Treviso             | 28 | 28 | 14 | 14 | 2.353 | 2.468 | -115 | Playoffs                |
| 7    | Allianz Pallacanestro Trieste | 28 | 28 | 14 | 14 | 2253  | 2.249 | 4    | Playoffs                |
| 8    | Dolomiti Energia Trento       | 26 | 28 | 13 | 15 | 2191  | 2.228 | -37  | Playoffs                |
| 9    | Germani Brescia               | 22 | 28 | 11 | 17 | 2299  | 2.389 | -90  |                         |
| 10   | Vanoli Cremona                | 22 | 28 | 11 | 17 | 2370  | 2.395 | -25  |                         |
| 11   | UNAHOTELS Reggio Emilia       | 20 | 28 | 10 | 18 | 2122  | 2.261 | -139 |                         |
| 12   | Fortitudo Lavoropiù Bologna   | 20 | 28 | 10 | 18 | 2179  | 2.291 | -112 |                         |
| 13   | Carpegna Prosciutto Pesaro    | 20 | 28 | 10 | 18 | 2271  | 2.364 | -93  |                         |
| 14   | Openjobmetis Varese           | 20 | 28 | 10 | 18 | 2271  | 2.433 | -162 |                         |
| 15   | Acqua S.Bernardo Cantù        | 18 | 28 | 9  | 19 | 2.179 | 2.313 | -134 | Rebaixado para Serie A2 |

## Playoffs

### Confrontos
|  | Quartas de final             | Quartas de final              | Quartas de final         |                          |                          | Semifinais                  | Semifinais | Semifinais |  |  | Final     | Final                       | Final |
|  |                              |                               |                          |                          |                          |                             |            |            |  |  |           |                             |       |
|  |                              |                               |                          |                          |                          |                             |            |            |  |  |           |                             |       |
|  | Lombardia                    | A\|X Armani Exchange Milano   | 3                        |                          |                          |                             |            |            |  |  |           |                             |       |
|  | Trentino-Alto Adige/Südtirol | Dolomiti Energia Trentino     | 0                        |                          |                          |                             |            |            |  |  |           |                             |       |
|  | Trentino-Alto Adige/Südtirol | Dolomiti Energia Trentino     | 0                        |                          | Lombardia                | A\|X Armani Exchange Milano | 3          |            |  |  |           |                             |       |
|  |                              |                               |                          |                          | Lombardia                | A\|X Armani Exchange Milano | 3          |            |  |  |           |                             |       |
|  |                              | Vêneto                        | Umana Reyer Venezia      | 0                        |                          |                             |            |            |  |  |           |                             |       |
|  | Vêneto                       | Vêneto                        | Umana Reyer Venezia      | 0                        | Umana Reyer Venezia      | 3                           |            |            |  |  |           |                             |       |
|  | Vêneto                       |                               |                          |                          | Umana Reyer Venezia      | 3                           |            |            |  |  |           |                             |       |
|  | Sardenha                     | Banco di Sardegna Sassari     | 2                        |                          |                          |                             |            |            |  |  |           |                             |       |
|  |                              |                               |                          |                          |                          |                             |            |            |  |  | Lombardia | A\|X Armani Exchange Milano | 0     |
|  |                              |                               | Emília-Romanha           | Virtus Segafredo Bologna | 4                        |                             |            |            |  |  |           |                             |       |
|  | Apúlia                       | Happy Casa Brindisi           | 3                        |                          |                          |                             |            |            |  |  |           |                             |       |
|  | Friul-Veneza Júlia           | Allianz Pallacanestro Trieste | 0                        |                          |                          |                             |            |            |  |  |           |                             |       |
|  | Friul-Veneza Júlia           | Allianz Pallacanestro Trieste | 0                        |                          | Apúlia                   | Happy Casa Brindisi         | 0          |            |  |  |           |                             |       |
|  |                              |                               |                          |                          | Apúlia                   | Happy Casa Brindisi         | 0          |            |  |  |           |                             |       |
|  |                              | Emília-Romanha                | Virtus Segafredo Bologna | 3                        |                          |                             |            |            |  |  |           |                             |       |
|  | Emília-Romanha               | Emília-Romanha                | Virtus Segafredo Bologna | 3                        | Virtus Segafredo Bologna | 3                           |            |            |  |  |           |                             |       |
|  | Emília-Romanha               |                               |                          |                          | Virtus Segafredo Bologna | 3                           |            |            |  |  |           |                             |       |
|  | Vêneto                       | De'Longhi Treviso             | 0                        |                          |                          |                             |            |            |  |  |           |                             |       |

#### Quartas de final
| Time 1                      | Série | Time 2                        | 1º Jogo | 2º Jogo | 3º Jogo   | 4º Jogo | 5º Jogo |
| --------------------------- | ----- | ----------------------------- | ------- | ------- | --------- | ------- | ------- |
| A\|X Armani Exchange Milano | 3 - 0 | Dolomiti Energia Trento       | 88 - 62 | 93 - 79 | 74 - 65   | -       | -       |
| Umana Reyer Venezia         | 3 - 2 | Banco di Sardegna Sassari     | 92 - 91 | 83 - 78 | 60 - 75   | 73 - 86 | 93 - 91 |
| Happy Casa Brindisi         | 3 - 0 | Allianz Pallacanestro Trieste | 85 - 64 | 86 - 54 | 79 - 77   |         |         |
| Virtus Segafredo Bologna    | 3 - 0 | De'Longhi Treviso             | 91 - 72 | 88 - 83 | 105 - 100 |         |         |

#### Semifinal
| Time 1                      | Série | Time 2                   | 1º Jogo | 2º Jogo | 3º Jogo | 4º Jogo | 5º Jogo |
| --------------------------- | ----- | ------------------------ | ------- | ------- | ------- | ------- | ------- |
| A\|X Armani Exchange Milano | 3 - 0 | Umana Reyer Venezia      | 81 - 79 | 99 - 65 | 93 - 83 | -       | -       |
| Happy Casa Brindisi         | 0 - 3 | Virtus Segafredo Bologna | 66 - 73 | 74 - 83 | 75 - 78 | -       | -       |

#### Final
| Time 1                      | Série | Time 2                   | 1º Jogo | 2º Jogo | 3º Jogo | 4º Jogo | 5º Jogo | 6º Jogo | 7º Jogo |
| --------------------------- | ----- | ------------------------ | ------- | ------- | ------- | ------- | ------- | ------- | ------- |
| A\|X Armani Exchange Milano | 0 - 4 | Virtus Segafredo Bologna | 77 - 83 | 72 - 83 | 53 - 76 | 62 - 73 |         |         |         |

## Premiação
| Serie A 2020–21                       |
| Emília-Romanha                        |
| ------------------------------------- |
| Virtus Segafredo Bologna (16° título) |

## Supercoppa 2020 - Bolonha
|  | Semifinal                                  | Semifinal                |    |  | Final                                      | Final |  |
|  |                                            |                          |    |  |                                            |       |  |
|  | 18 de Setembro – Segafredo Arena (Bolonha) |                          |    |  |                                            |       |  |
|  | A\|X Armani Exchange Milano                | 76                       |    |  |                                            |       |  |
|  | Umana Reyer Venezia                        | 67                       |    |  |                                            |       |  |
|  |                                            |                          |    |  |                                            |       |  |
|  |                                            |                          |    |  | 22 de Setembro – Segafredo Arena (Bolonha) |       |  |
|  |                                            |                          |    |  | A\|X Armani Exchange Milano                | 75    |  |
|  |                                            | Virtus Segafredo Bologna | 68 |  |                                            |       |  |
|  |                                            |                          |    |  |                                            |       |  |
|  |                                            |                          |    |  |                                            |       |  |
|  |                                            |                          |    |  |                                            |       |  |
|  | 18 de Setembro – Segafredo Arena (Bolonha) |                          |    |  |                                            |       |  |
|  | Banco di Sardegna Sassari                  | 76                       |    |  |                                            |       |  |
|  | Virtus Segafredo Bologna                   | 88                       |    |  |                                            |       |  |

### Premiação
| Supercoppa 2020 (Bolonha)                       |
| Lombardia                                       |
| ----------------------------------------------- |
| Campeão A\|X Armani Exchange Milano (5° título) |

MVP 2020 -  Malcolm Delaney

## Copa Final 8 de 2021 - Milão
|  | Quartas de final   | Quartas de final              | Quartas de final           |                            |                           | Semifinais                  | Semifinais | Semifinais |  |  | Final     | Final                       | Final |
|  |                    |                               |                            |                            |                           |                             |            |            |  |  |           |                             |       |
|  |                    |                               |                            |                            |                           |                             |            |            |  |  |           |                             |       |
|  | Lombardia          | A\|X Armani Exchange Milano   | 80                         |                            |                           |                             |            |            |  |  |           |                             |       |
|  | Emília-Romanha     | UNAHOTELS Reggio Emilia       | 52                         |                            |                           |                             |            |            |  |  |           |                             |       |
|  | Emília-Romanha     | UNAHOTELS Reggio Emilia       | 52                         |                            | Lombardia                 | A\|X Armani Exchange Milano | 95         |            |  |  |           |                             |       |
|  |                    |                               |                            |                            | Lombardia                 | A\|X Armani Exchange Milano | 95         |            |  |  |           |                             |       |
|  |                    | Vêneto                        | Umana Reyer Venezia        | 65                         |                           |                             |            |            |  |  |           |                             |       |
|  | Emília-Romanha     | Vêneto                        | Umana Reyer Venezia        | 65                         | Virtus Segafredo Bologna  | 82                          |            |            |  |  |           |                             |       |
|  | Emília-Romanha     |                               |                            |                            | Virtus Segafredo Bologna  | 82                          |            |            |  |  |           |                             |       |
|  | Vêneto             | Umana Reyer Venezia           | 89                         |                            |                           |                             |            |            |  |  |           |                             |       |
|  |                    |                               |                            |                            |                           |                             |            |            |  |  | Lombardia | A\|X Armani Exchange Milano | 87    |
|  |                    |                               | Marcas                     | Carpegna Prosciutto Pesaro | 59                        |                             |            |            |  |  |           |                             |       |
|  | Apúlia             | Happy Casa Brindisi           | 93                         |                            |                           |                             |            |            |  |  |           |                             |       |
|  | Friul-Veneza Júlia | Allianz Pallacanestro Trieste | 81                         |                            |                           |                             |            |            |  |  |           |                             |       |
|  | Friul-Veneza Júlia | Allianz Pallacanestro Trieste | 81                         |                            | Apúlia                    | Happy Casa Brindisi         | 69         |            |  |  |           |                             |       |
|  |                    |                               |                            |                            | Apúlia                    | Happy Casa Brindisi         | 69         |            |  |  |           |                             |       |
|  |                    | Marcas                        | Carpegna Prosciutto Pesaro | 74                         |                           |                             |            |            |  |  |           |                             |       |
|  | Sardenha           | Marcas                        | Carpegna Prosciutto Pesaro | 74                         | Banco di Sardegna Sassari | 110                         |            |            |  |  |           |                             |       |
|  | Sardenha           |                               |                            |                            | Banco di Sardegna Sassari | 110                         |            |            |  |  |           |                             |       |
|  | Marcas             | Carpegna Prosciutto Pesaro    | 115                        |                            |                           |                             |            |            |  |  |           |                             |       |

| Frecciarossa Final Eight 2021 (Milão)           |
| Lombardia                                       |
| ----------------------------------------------- |
| Campeão A\|X Armani Exchange Milano (7° título) |

## Clubes italianos em competições internacionais
| Clube                       | Competição        | Resultado                                                      |
| --------------------------- | ----------------- | -------------------------------------------------------------- |
| AX Armani Exchange Olimpia  | EuroLiga          | Terceiro colocado                                              |
| Germani Brescia Leonessa    | EuroCopa          | Eliminado - Temporada regular como 6º do Gr. B (2v-8d)         |
| Dolomiti Energia Trento     | EuroCopa          | Eliminado - TOP 16 como 3º do Gr. F (3v - 3d)                  |
| Segafredo Virtus Bologna    | EuroCopa          | Eliminado - Semifinais por UNICS por 1-2 (80-76;81-85;100-107) |
| Umana Reyer Venezia         | EuroCopa          | Eliminado - Temporada regular como 6º do Gr. A (2v-8d)         |
| Banco di Sardegna Sassari   | Liga dos Campeões | Eliminado - TOP 16 como 3º do Gr. L (1v - 5d)                  |
| Happy Casa Brindisi         | Liga dos Campeões | Eliminado - TOP 16 como 3º do Gr. I (3v - 3d)                  |
| Fortitudo Lavoropiù Bologna | Liga dos Campeões | Eliminado - Temporada regular como 4º do Gr. F (0v-6d)         |
| UNAHOTELS Reggio Emilia     | Copa Europeia     | Eliminado - Quartas de finais por CSM Oradea (64-71)           |